# 森下千咲
森下 千咲（もりした ちさき、2月12日 - ）は日本の女性声優。神奈川県出身。アプトプロ所属。

## 経歴
小説家を志していた時期があり、フィクション作品を鑑賞しているうちにアニメに声を吹き込む仕事に関心を持つようになった。その後、アプトプロ付属養成所の6期生として演技指導を受ける。2019年に放送されたアニメ『ひとりぼっちの○○生活』ではキャラクターの一里ぼっちを演じ、アニメ作品の主人公役に初めて抜擢された。同作品ではオープニング・エンディングテーマの歌唱も担当した。

## 人物
血液型はA型で、趣味・特技はそれぞれカフェをめぐること、バスケットボールとしている。

## 出演

### テレビアニメ
2017年
- 妹さえいればいい。（予告ナレーション）

2018年
- 三ツ星カラーズ（カップル女）
- はるかなレシーブ（女子1）

2019年
- ひとりぼっちの○○生活（一里ぼっち）
- キラッとプリ☆チャン（女の子）

2021年
- うらみちお兄さん（子供）

### ゲーム
- 幻獣姫（2016年、桃太郎）
- 蒼空のリベラシオン（2017年、氷弓のフィノ）
- 放置少女〜百花繚乱の萌姫たち〜（2017年、黄月英）
- メギド72（2018年、ルネ[5]）
- 黒騎士と白の魔王（2018年、ジャックフロスト）
- モンスターストライク（2019年、ケラート）
- SEVEN's CODE（2019年、ゲルタ）
- 星になれ ヴェーダの騎士たち（2024年、クサンティア）

### ラジオ
※はインターネット配信。
- ひとりぼっちの○○ラジオ生活（2019年、音泉※）[6]

### ラジオCD
- ラジオCD「ひとりぼっちの○○ラジオ生活」Vol.1 - 2（2019年） - BD&DVD 第3巻・第4巻 初回生産特典[7]

### テレビ番組
※はインターネット配信。
- メギド72 アジトTV（2019年 - 、YouTube※）

## ディスコグラフィ

### キャラクターソング
| 発売日        | 商品名                                  | 歌                                                                                                 | 楽曲                         | 備考                                                   |
| ------------- | --------------------------------------- | -------------------------------------------------------------------------------------------------- | ---------------------------- | ------------------------------------------------------ |
| 2019年5月29日 | ひとりぼっちのモノローグ                | 一里ぼっち（森下千咲）、砂尾なこ（田中美海）、本庄アル（鬼頭明里）、ソトカ・ラキター（黒瀬ゆうこ） | 「ひとりぼっちのモノローグ」 | テレビアニメ『ひとりぼっちの○○生活』オープニングテーマ |
| 2019年5月29日 | ね、いっしょにかえろ。                  | 一里ぼっち（森下千咲）                                                                             | 「ね、いっしょにかえろ。」   | テレビアニメ『ひとりぼっちの○○生活』エンディングテーマ |
| 2019年5月29日 | ね、いっしょにかえろ。                  | 一里ぼっち（森下千咲）、砂尾なこ（田中美海）、本庄アル（鬼頭明里）、ソトカ・ラキター（黒瀬ゆうこ） | 「爆笑ぼっち塾 校歌」        | テレビアニメ『ひとりぼっちの○○生活』エンディングテーマ |
| 2019年7月24日 | ひとりぼっちの○○生活 BD・DVD第1巻特典CD | 一里ぼっち（森下千咲）                                                                             | 「ひとりぼっちのモノローグ」 | テレビアニメ『ひとりぼっちの○○生活』関連曲             |